# Verdrag inzake het verbod op kernwapens
Het Verdrag inzake het verbod op kernwapens (in het Engels Treaty on the Prohibition of Nuclear Weapons (TPNW) of Nuclear Weapon Ban Treaty) is de eerste juridisch bindende internationale overeenkomst om kernwapens te verbieden, met als doel de totale eliminatie van deze wapens. Het verdrag werd ondertekend op 7 juli 2017, en treedt in werking op 22 januari 2021, 90 dagen na de 50e ratificatie, door Honduras, op 24 oktober 2020.
Voor de landen die het verdrag ondertekenden maar geen kernwapens bezitten, verbiedt het verdrag de ontwikkeling, het testen, de productie, de opslag, het plaatsen, de overdracht, het gebruik en de dreiging van het gebruik van kernwapens, evenals het leveren van hulp en aanmoediging bij de verboden activiteiten. Voor staten met kernwapens voorziet het verdrag in een tijdgebonden kader voor onderhandelingen die moeten leiden tot de verifieerbare en onomkeerbare eliminatie van het kernwapenprogramma.

## Ontstaan
Op 23 december 2016 legde de Algemene Vergadering van de Verenigde Naties een onderhandelingsmandaat vast met twee zittingen, van 27 tot 31 maart en van 15 juni tot 7 juli 2017. Het verdrag werd op 7 juli aangenomen met 122 voor, 1 tegen (Nederland) en 1 officiële onthouding (Singapore). 69 landen hebben niet gestemd, waaronder alle kernmachten en alle NAVO-leden behalve Nederland.

## Reacties
Hoewel wordt betreurd dat de kernmachten zich afzijdig hebben gehouden, reageerden vredesorganisaties zoals ICAN toch opgetogen over het in werking treden van het verdrag. Ook het Internationaal Comité van het Rode Kruis noemt dit historisch, nu ook kernwapens categorisch verboden worden, na verbod op andere (massavernietigings)wapens zoals biologische en chemische wapens, landmijnen en clustermunitie.